# Værløse Sogn
Værløse Sogn er et sogn i Ballerup-Furesø Provsti (Helsingør Stift). Sognet ligger indtil Kommunalreformen i 2007 i Værløse Kommune (Københavns Amt), herefter i Furesø Kommune (Region Hovedstaden); indtil Kommunalreformen i 1970 lå det i Smørum Herred (Københavns Amt). I Værløse Sogn ligger Kirke Værløse Kirke og Værløse Kirke.
I Værløse Sogn findes flg. autoriserede stednavne:
- Bringe (bebyggelse, ejerlav)
- Bråderne (bebyggelse)
- Hareskov (station)
- Hareskovby (bebyggelse, ejerlav)
- Jonstrup (bebyggelse)
- Jonstrup Vang (bebyggelse, ejerlav)
- Kirke Værløse (bebyggelse, ejerlav)
- Kollekolle (bebyggelse, ejerlav)
- Kulhus (bebyggelse)
- Lille Hareskov (areal)
- Oremosen (bebyggelse)
- Ryget (areal)
- Sandet (bebyggelse)
- Store Hareskov (areal)
- Syvstjernen (bebyggelse)
- Søndersø (ejerlav, vandareal)
- Værløse (stationsby)